# 268 Адорея
268 Адоре́я (268 Adorea) — астероїд головного поясу, відкритий 8 червня 1887 року Альфонсом Борреллі у Марселі.